# Archivo de documentos

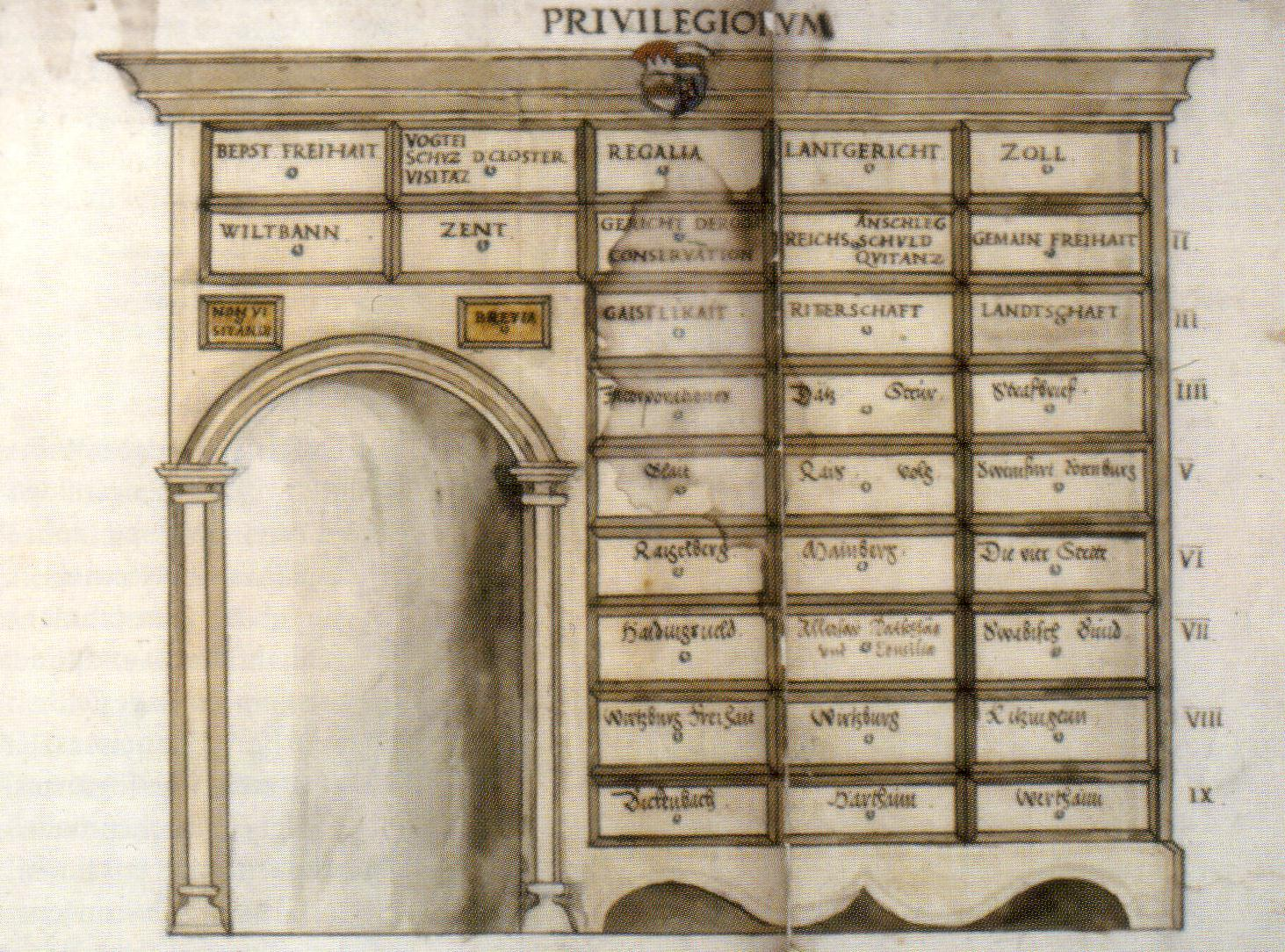
Dibujo de un mueble de archivo, archivo municipal de Wurzburgo, Alemania.

El término archivo (del latín archīvum, y este del griego αρχεīον) puede hacer referencia a lo que comúnmente se conoce como una «institución responsable de la custodia, tratamiento, inventario y conservación de documentos» en diferentes soportes, «así como de la puesta a disposición de los usuarios de copias de estos».
También, por metonimia, se denomina así al edificio o local donde se conservan y custodian los documentos generados y/o recibidos por una entidad como consecuencia de la realización de sus actividades. La denominación también puede hacer referencia al contenedor (una sala, un cajón, o un armario) cuya función consiste en conservar y custodiar igualmente tales documentos.
No obstante, el concepto también se refierir al «conjunto de documentos que una persona física», o jurídica, ha reunido durante el ejercicio de su actividad. 
En resumen, como palabra polisémica, puede hacer referencia a:
- El fondo documental, como conjunto de documentos producidos o recibidos por una persona física o jurídica en el ejercicio de sus actividades.
- El lugar donde se custodia dicho fondo o acervo documental.
- La institución o servicio responsable de la custodia y tratamiento archivístico del fondo.

La archivística es la ciencia que se ocupa de las técnicas aplicadas a los archivos. 
Los archivos tienen por función ser fuentes para la historia y la memoria, y garantizar el ejercicio de derechos.

## Historia
Actualmente se llama archivo a los depósitos oficiales de documentos públicos y privados. En otro tiempo, se llamaron chartarium, scrinium, tabulárium. Consta su existencia en el Antiguo Egipto, en Asiria, en Grecia y en Roma y de algunos textos de las Sagradas Escrituras se infiere que también existían en el pueblo de Israel. Por regla general, excepción hecha de los palaciegos asirios y persas, los archivos de las civilizaciones antiguas se hallaban en el recinto de los templos. En Roma, se conservaban los tratados de paz y alianza en el templo de Júpiter Capitolino. Los anales de los pontífices en el de Juno, los registros de los nacimientos en el de Saturno.
La práctica de conservar documentos oficiales es muy antigua. Los arqueólogos han descubierto archivos de cientos (y a veces miles) de tablillas de arcilla que se remontan al tercer y segundo milenios a. C. en yacimientos como Ebla, Mari, Amarna, Hattusas, Ugarit y Pylos. Estos descubrimientos han sido fundamentales para conocer los alfabetos, las lenguas, la literatura y la política de la Antigüedad.
Los archivos estaban bien desarrollados por los antiguos chinos, los antiguos griegos y los antiguos romanos (que los llamaban Tabularia). Sin embargo, esos archivos se han perdido, ya que los documentos escritos en materiales como el papiro y el papel se deterioraban con relativa rapidez, a diferencia de sus homólogos en tablillas de arcilla. Los archivos de iglesias, reinos y ciudades de la Edad Media sobreviven y, a menudo, han mantenido su carácter oficial ininterrumpidamente hasta la actualidad. Son la herramienta básica para la investigación histórica sobre este periodo.
Inglaterra después de 1066 desarrolló archivos y métodos de acceso a los mismos. Los suizos desarrollaron sistemas archivísticos después de 1450.
Los primeros predecesores de la archivística en Occidente son los manuales de Jacob von Rammingen de 1571 y el De Archivis libris singularis de Baldassarre Bonifacio de 1632.
El pensamiento archivístico moderno tiene algunas raíces que se remontan a la Revolución Francesa. Los Archivos Nacionales Franceses, que poseen quizás la mayor colección de archivos del mundo (con registros que se remontan hasta el año 625 d. C.), fueron creados en 1790 durante la Revolución a partir de varios archivos gubernamentales, religiosos y privados incautados por los revolucionarios.
En 1883, el archivista francés Gabriel Richou publicó el primer texto occidental sobre teoría archivística, titulado Traité théorique et pratique des archives publiques (Tratado de teoría y práctica de los archivos públicos), en el que sistematizaba la teoría archivística del respect des fonds', publicada por primera vez por Natalis de Wailly en 1841.

## Tipos de archivo
Pueden existir diferentes tipos de calificación de los archivos por diversos criterios. Por ejemplon, en función de su:
- contenido:  los administrativos, notariales o registrales, cartográficos, literarios o fotográficos.
- finalidad: históricos, familiares, corporativos o empresariales, catedralicios, monacales, parroquiales, diocesanos o eclesiásticos,
- situación geográfica: municipales, regionales, provinciales o nacionales.
- condición: hospitalarios, universitarios, públicos o privados.

### Archivos eclesiásticos
La Iglesia tuvo archivos desde sus inicios, para conservar los libros sagrados y las actas de los mártires. Constan los archivos del Vaticano o los Pontificios, desde el siglo III (desde San Antero, año 235) los cuales gozan hoy fama de contarse entre los mejor organizados del mundo.

### Archivos nacionales
Los Archivos Nacionales reúnen los documentos o archivos oficiales de instituciones u organismos públicos, judiciales, políticos y militares, y en algunos casos privados, para su preservación, consulta e investigación. En algunos casos como América, España y Portugal son importantes para la reconstrucción histórica de la época colonial. Son la evolución histórica de los Archivos de Estado que aunque tenían la misma finalidad de conservación de la documentación, no eran abiertos al público.

#### Archivos en España
En España, se conocen los archivos más o menos generales de Castilla desde Juan II y Enrique IV. Felipe II organizó el de Simancas (1561) ya fundado antes por Carlos V (1549) y de él procedió en parte el Archivo de Indias, creado por Carlos III en 1785 y establecido en Sevilla. De mediados del siglo XIX, datan el Archivo General de la Administración y el Archivo Histórico Nacional de Madrid, que con los dos anteriores componen los cuatro archivos generales del Reino. Cabe destacar también el Archivo General de Palacio, que custodia relevante información de la Real Casa y el patrimonio de la Corona española.
Siguen a estos archivos en importancia los regionales, a saber:
- Archivo General de la Corona de Aragón, en Barcelona;
- Archivo del Reino de Valencia;
- Archivo Real y General de Navarra, en Pamplona;
- Archivo del Reino de Galicia, en La Coruña;
- Archivo del Reino de Mallorca.

Entre todos, se considera modelo de organización el de la Corona aragonesa que atesora documentos desde el año 848.[cita requerida] Hay además, otros archivos especiales, judiciales, provinciales, municipales, notariales, empresas, catedralicios, parroquiales.

#### Archivos en Mexico
La historia de los archivos en México se relaciona con la historia del Archivo General de la Nación, ya que nos menciona como fue que se empezaron a crear los primeros archivos en México. En 1770 el segundo conde de Revillagigedo, Juan Vicente Güemas Pacheco y Padilla, mediante el Ministerio de Gracia y Justicia envía un proyecto para la creación del Archivo General de la Nueva España, puesto que era necesario y urgente para tener una mejor organización de la Secretaría de Cámara del Virreinato. Dicho archivo reunió los papeles de la antigua Secretaría de Cámara y los restos de las dependencias para así tener un mejor cuidado en los papeles (AGN, 2002).	Este proyecto fue aprobado por las autoridades, se consideró Castillo de Chapultepec como un lugar propio para el archivo. Los presupuestos e ideas estuvieron a cargo del Ing. Miguel Constanzó quien buscó reformas para habilitar el espacio, aunque después de todo su trabajo no se llegó a ningún acuerdo y no llegó a cumplirse. La Real Orden del 28 de abril de 1792 integrada por las Ordenanzas para el archivo General disponían de 81 artículos la base de su funcionamiento, dichas Ordenanzas fueron redactadas por Revillagigedo. (AGN, 2002). Los únicos que siguieron guardando sus archivos fueron las oficinas de Gobierno debido a su puntual planeación y la Secretaría del Virreinato se conservó en su palacio, aunque era una manera de mantener de manera confidencial dichos archivos dio lugar numerosas pérdidas de documentos debido a que no existían normas jurídicas en los archivos de la administración. Después de la independencia, Ignacio María de Aguirre y Juan de Dios Uribe fueron comisionados a repartir la documentación tomando en cuenta los diferentes ramos que abarcaban y se mandó a los recién creados ministerios.
Fue hasta el 23 de agosto de 1823 que se inauguró el Archivo General y Público de la Nación, esta designación propuso que no solo prestaría los servicios exclusivamente al gobierno, sino que estarían abiertos para aquellas personas que estuvieran interesados en consultarla. Dicho Archivo dependió de la Secretaría de Estado y del Departamento de Relaciones Exteriores e Interiores quienes se encargaban de arreglar los locales que se disponían para dicho uso (AGN, 2002).	José Fernando Ramírez fue uno de los personajes que se dedicó a la protección de los Archivos durante la ocupación Norteamérica en 1847. Durante el siglo XIX Benito Juárez le devolvió su estatura administrativa que había sido perdida durante los gobiernos de Santa Anna (AGN, 2002). Durante la entrada de un nuevo gobierno realizó un cambio administrativo que dependió del Ministerio de Relaciones Exteriores e Interiores, mediante este gobierno el Archivo pasó a formar parte de la Secretaría de Instrucción Pública y Bellas Artes, fue hasta 1918 que se reincorporó a la Secretaría de Gobernación de la que hasta la fecha depende.
La determinación de la nueva casa para el Archivo General se dio hasta 1977 en la antigua Penitenciaría de la Ciudad de México, conocida como Lecumberri (AGN, 2002).
En el año 2003 se crea Apoyo al Desarrollo de Archivos y Bibliotecas de México A.C. (Adabi de México) que tiene entre sus objetivos primordiales apoyar la profesionalización de los archivistas de todo tipo, promoviendo cursos de capacitación en diferentes instituciones a nivel internacional.

## Normalización
El Consejo Internacional de Archivos (CIA, en inglés International Council on Archives) ha elaborado una serie de normas sobre descripción archivística, entre las que se incluye la Norma Internacional General de Descripción Archivística ISAD(G). ISAD(G) está concebida para utilizarse junto con normas nacionales o como base para que los países elaboren sus propias normas. En los Estados Unidos de Américaa, ISAD(G) se aplica a través de "Describing Archives: A Content Standard", conocida popularmente como "DACS". En Canadá, ISAD(G) se aplica a través del Consejo de Archivos (Council of Archives) como Rules for Archival Description, también conocidas como "RAD".
ISO trabaja actualmente en la elaboración de normas.

## Limitaciones y alternativas

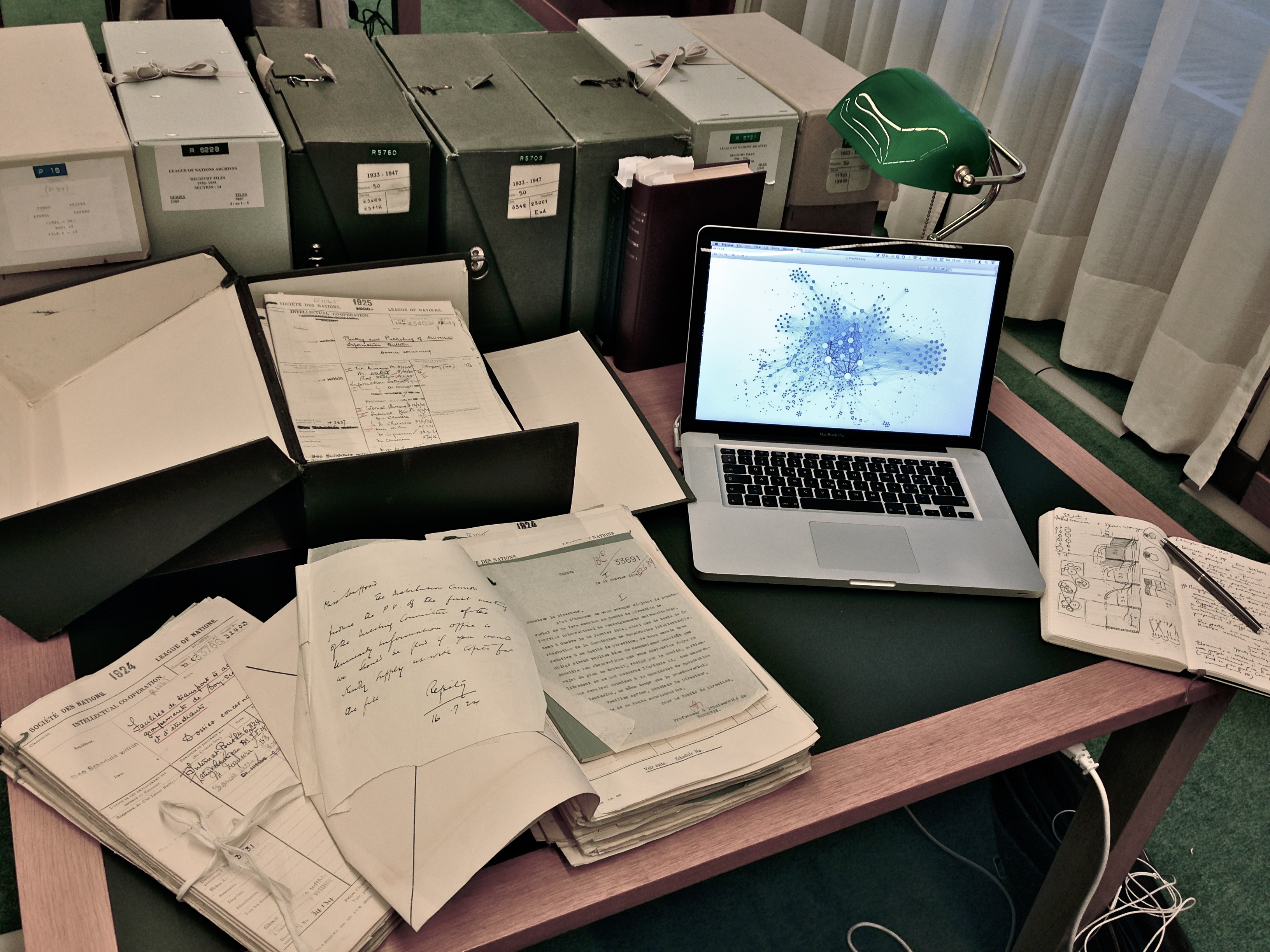
Ilustración de los cambios epistemológicos de las humanidades digitales: archivos organizados con visualización y análisis en red. Archivos de la Sociedad de Naciones (ONU Ginebra).

Los archivos que contienen principalmente artefactos físicos y documentos impresos están pasando cada vez más a Digitalización de elementos que no se originaron digitalmente, que luego suelen almacenarse. Esto permite una mayor accesibilidad al utilizar herramientas de búsqueda y bases de datos, así como un aumento de la disponibilidad de materiales digitalizados desde fuera de los parámetros físicos de un archivo; pero puede haber un elemento de pérdida o desconexión cuando hay lagunas en los elementos que se ponen a disposición digitalmente. Tanto los archivos físicos como los digitales también suelen tener limitaciones específicas en cuanto a los tipos de contenido que se consideran susceptibles de ser preservados, categorizados y archivados. Los espacios de archivo institucionalizados convencionales tienden a dar prioridad a los objetos tangibles sobre las experiencias efímeras, las acciones, los efectos e incluso los cuerpos.  Este tipo de priorización potencialmente sesgada puede considerarse una forma de privilegiar determinados tipos de conocimiento o de interpretar ciertas experiencias como más válidas que otras, lo que limita el contenido disponible para los usuarios de los archivos, genera barreras en el acceso a la información y, potencialmente, la alienación de poblaciones infrarrepresentadas y/o marginadas y sus epistemologías y ontologías.
Como resultado de esta infrarrepresentación percibida, algunos activistas están haciendo esfuerzos para descolonizar las instituciones archivísticas contemporáneas que pueden emplear prácticas hegemónicas y de supremacía blanca mediante la implementación de alternativas subversivas como el anarchivo o el contraarchivo con la intención de hacer de la accesibilidad interseccional una prioridad para aquellos que no pueden o no quieren acceder a las instituciones archivísticas contemporáneas.  Un ejemplo de esto es la descripción de Morgan M. Page de la difusión de la historia transgénero directamente a las personas trans a través de diversos medios sociales y plataformas de redes como tumblr, Twitter e Instagram, así como a través de podcast. Aunque la mayoría de los materiales archivados suelen estar bien conservados dentro de sus colecciones, la atención que presta el anarchivo a lo efímero también saca a la luz la impermanencia inherente y el cambio gradual de los objetos físicos con el paso del tiempo como resultado de su manipulación.
El concepto de contraarchivo pone en tela de juicio lo que suele considerarse archivable y lo que, por tanto, se selecciona para ser conservado dentro de los archivos contemporáneos convencionales. Con las opciones disponibles a través del contra-archivo, existe el potencial de "desafiar las concepciones tradicionales de la historia" tal y como se perciben dentro de los archivos contemporáneos, lo que crea espacio para narrativas que a menudo no están presentes en muchos materiales de archivo. La naturaleza poco convencional de las prácticas de contraarchivo da cabida al mantenimiento de cualidades efímeras contenidas en ciertas experiencias históricamente significativas, actuaciones e historias personal o culturalmente relevantes que no suelen tener cabida en los archivos convencionales.
Las prácticas de anarchivo y contraarchivo están ambas enraizadas en el trabajo de justicia social.